# Prédio da Dieta Nacional

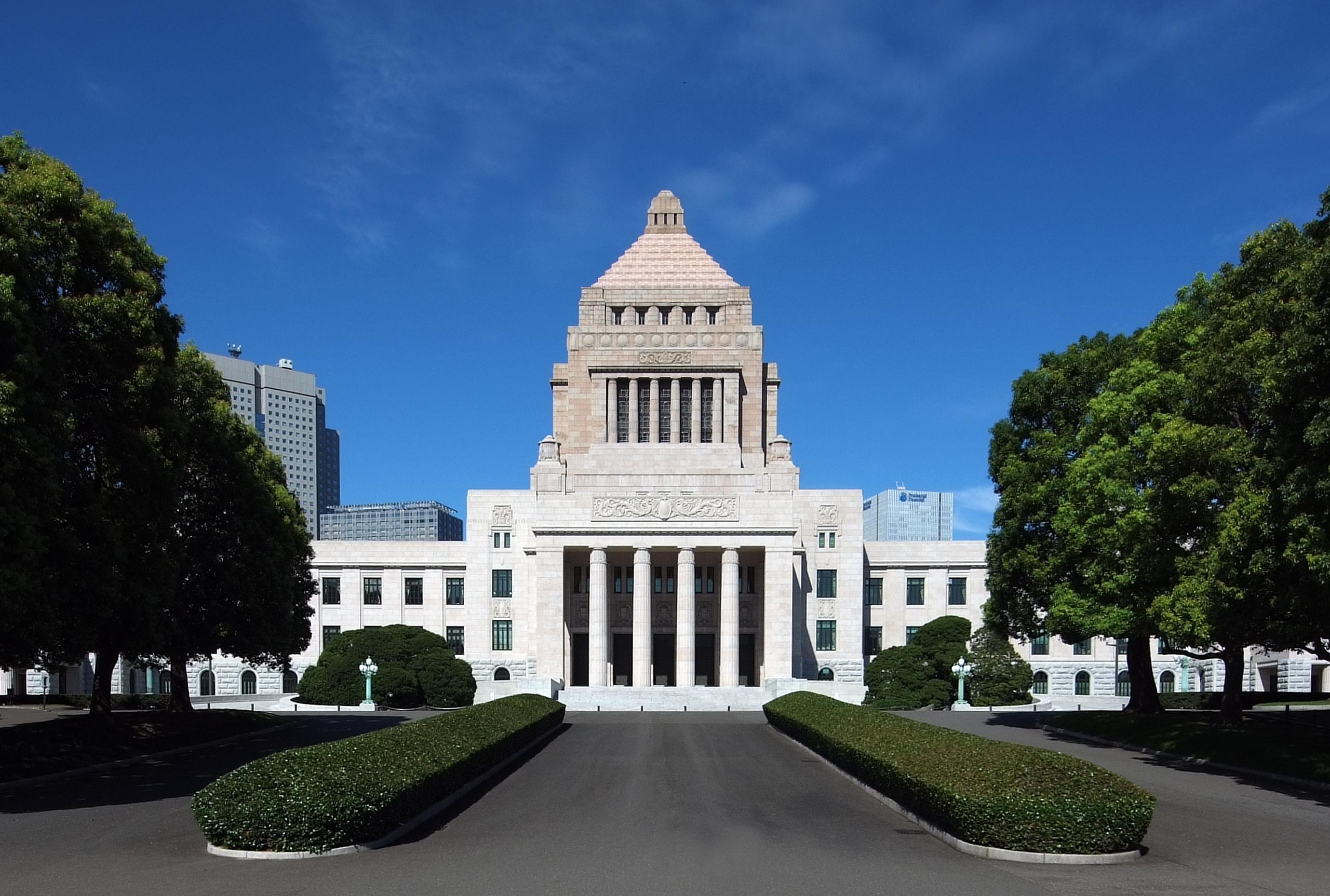
Vista frontal

O Prédio da Dieta Nacional (国会議事堂, Kokkai-gijidō) é o lugar onde operam as duas casas da Dieta Nacional do Japão, que são a Casa dos Representantes do Japão e a Câmara dos Conselheiros. A construção da atual sede começou em 1920 e foi concluída quase dezessete anos depois em novembro de 1936. A construção possui influência germânica e todos os materiais de construção, incluindo o interior de mármore, são de origem local. Quando construído, o edifício estava pronto para a septuagésima sessão da Dieta Imperial.

## História

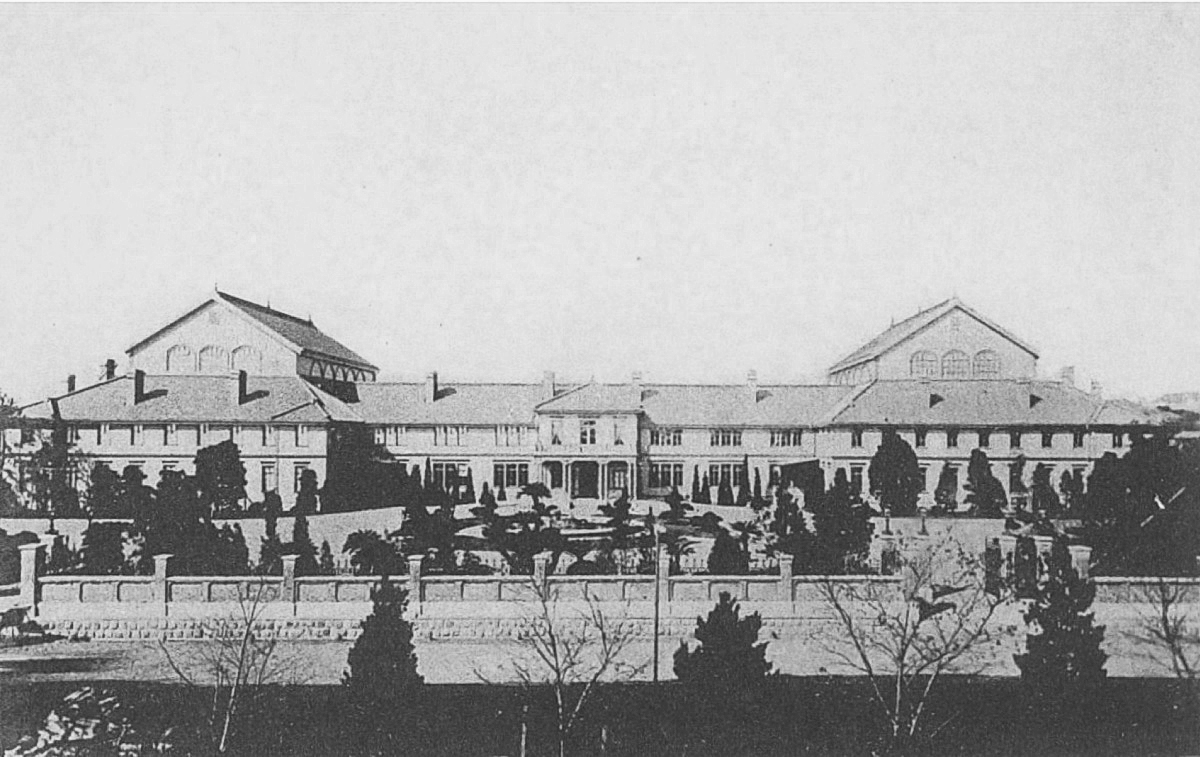
Primeira construção

A ideia de um edifício permanente para o parlamento existia desde 1886, em antecipação da promulgação da Constituição do Império do Japão, que aconteceu em 1889. Em 1887, os arquitetos de Berlim Hermann Ende e Wilhelm Böckmann tinha desenvolvido propostas, primeiro em um estilo neobarroco e depois em uma versão orientalizada, que foi rejeitada. Uma série de construções provisórias de madeira foram feitas. A primeira foi concluída em 1890, apenas a tempo para a primeira sessão da dieta e que queimou depois de apenas dois meses. Um segundo foi construído em 1911, sendo também destruído pelo fogo em 1925. Um terceiro foi levado para a conclusão em apenas oitenta dias. Enquanto isso, as questões das estruturas e do estilo a ser adotado em um prédio permanente foram debatidos.
Em 1894, durante a Primeira Guerra Sino-Japonesa, a capital do Japão foi brevemente transferida para Hiroshima e a sede temporária do parlamento foi o castelo de Hiroshima.
Em 1918, um edifício provisório da dieta foi estabelecido no âmbito do ministério das finanças e os trabalhos de preparação do local foram iniciados. Decidiu-se realizar uma competição para o projeto. Os melhores colocados foram apresentados a um grupo de arquitetos do ministério da casa imperial. O Serviço Provisório de Construção do Prédio da Dieta assumiu o comando e recrutou um dos principais designers do grupo premiado, Tori Yoshitake. A construção teve um custo total de 25 800 000 ienes.

## Complexo

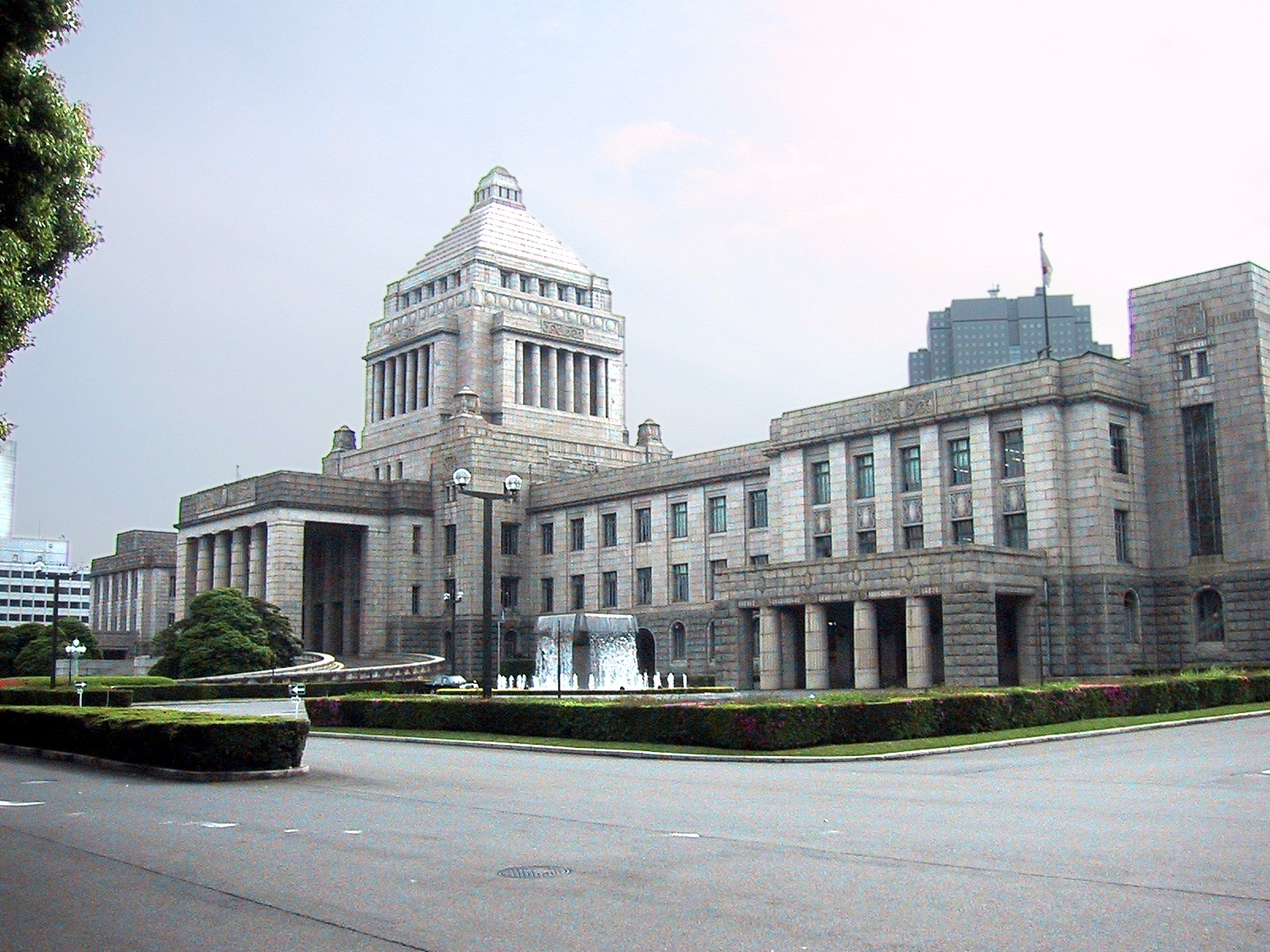
Vista externa

Deve-se destacar outras partes do complexo, tais como:
- Ao lado da Dieta, encontra-se o Ozaki Memorial Hall, um monumento dedicado à Yukio Ozaki, "pai do parlamentarismo".[6]
- O Museu do Parlamento foi construído em 1971, no parte norte do parque em frente à dieta, em comemoração aos oitenta anos do parlamento japonês. Foi inaugurado em março de 1972. O museu está aberto ao público.[3] Apresenta a organização e a gestão da dieta por meio de materiais e vídeos, exibe regularmente os materiais relacionados à história do governo parlamentar e a estadistas que fizeram contribuições significativas para ele e também faz exposições especiais e palestras.[7]
- O Salão Central que se encontra logo abaixo da torre central e em frente à entrada central tem uma área de 267,65 metros quadrados. Possui vitrais e contém estátuas de bronze de Ito Hirobumi, Okuma Shigenobu e Itagaki Taisuke.[3]